# Circuit intégré 7402

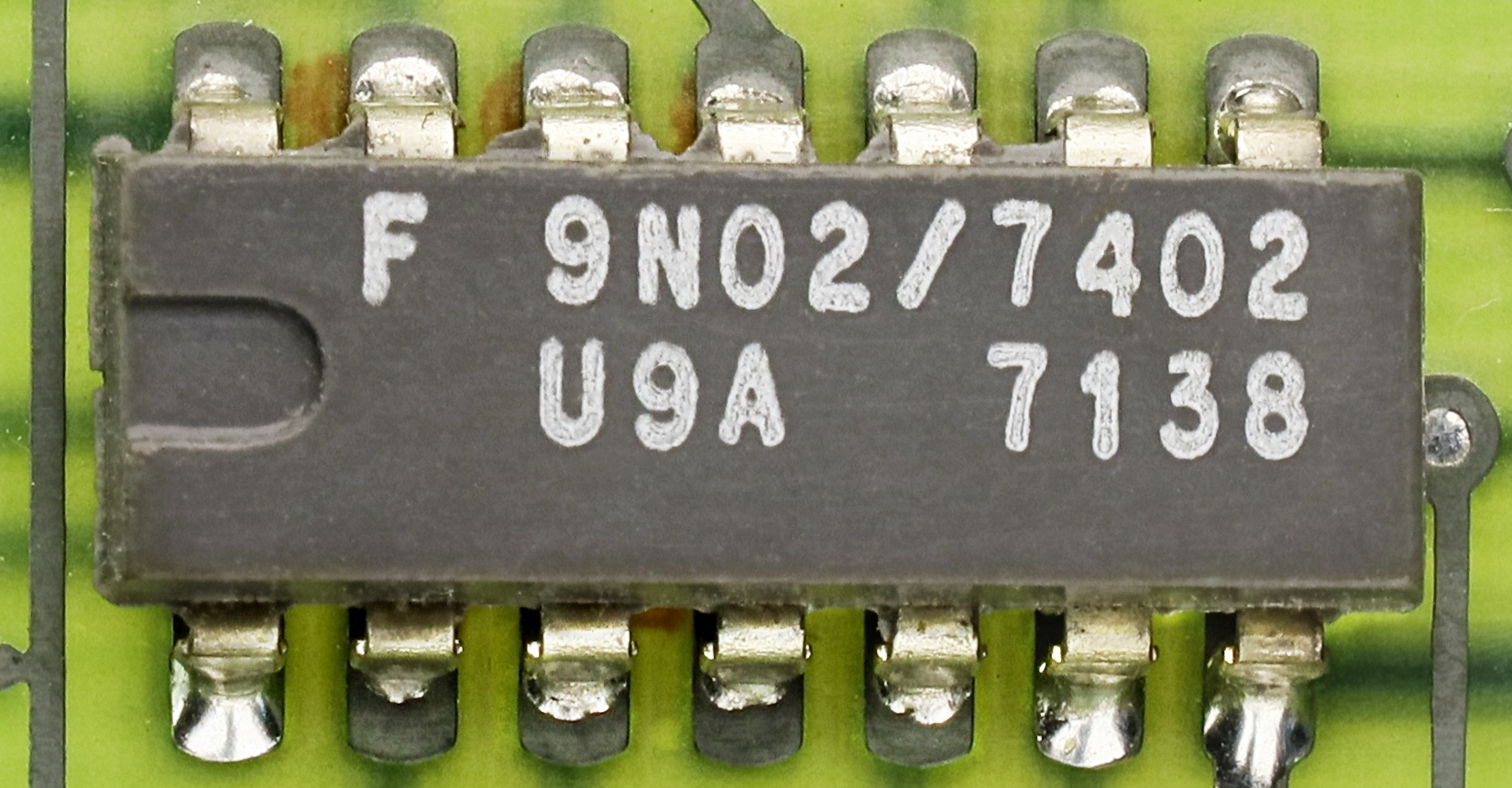
Circuit intégré 7402 (Fairchild Semiconductor 9N02 / 7402)

Die d'un 54LS02

Le circuit intégré 7402 fait partie de la série des circuits intégrés 7400 utilisant la technique TTL.
Ce circuit est composé de quatre portes logiques indépendantes NON-OU à deux entrées.

## Brochage

Brochage des boîtiers DIP
(vue du dessus)

## Table de vérité
| Entrées | Entrées | Sortie |
| A       | B       | Y      |
| ------- | ------- | ------ |
| 0       | 0       | 1      |
| 0       | 1       | 0      |
| 1       | 0       | 0      |
| 1       | 1       | 0      |